# Straffområde i bandy
Straffområdet är det område på en bandyplan inom vilket ett straffslag kan utdömas till motståndarlaget då ett regelbrott begåtts av det försvarande laget.
Straffområdet markeras ut med en halvcirkel med 17 meters radie från målets mitt. 12 meter framför målets mitt märks en straffpunkt ut med en punkt med 15 cm diameter. Vid straffslag placeras bollen på och slås från straffpunkten. På straffområdeslinjen märks två punkter, frislagspunkter, med 15 cm diameter 17 meter från straffområdets skärningspunkter med kortlinjen.